# Émile Bouhours
Émile Bouhours (Monnai, 3 de junio de 1870-La Courneuve, 7 de octubre de 1953) fue un deportista francés que compitió en ciclismo en la modalidad de pista.
Especialista de las carreras detrás moto, estableció un récord en el transcurso de las 24 horas de París (el 3 y 4 de marzo de 1906), recorriendo 1312 km a una media de 54,693 km/h. Entre sus éxitos destacan cuatro campeonatos de Francia de medio fondo, la París-Roubaix de 1900 y numerosos récords en pista detrás moto. El 10 de noviembre de 1905 cubrió los 100 km que separan Orleans de Vierzon a una media de 61,291 km/h.
Además, ganó dos medallas en el Campeonato Mundial de Ciclismo en Pista, bronce en 1900 y plata en 1902.

## Medallero internacional
| Campeonato Mundial | Campeonato Mundial | Campeonato Mundial | Campeonato Mundial |
| Año                | Lugar              | Medalla            | Competición        |
| ------------------ | ------------------ | ------------------ | ------------------ |
| 1900               | París (Francia)    | Medalla de bronce  | Medio fondo (P)    |
| 1902               | Berlín (Alemania)  | Medalla de plata   | Medio fondo (P)    |

## Palmarés
- 1897
  - Campeón de Francia de medio fondo
- 1898
  - Campeón de Francia de medio fondo
  - 1.º a la Rueda de Oro de medio fondo de París
  - 1.º a la Rueda de Oro de medio fondo de Berlín
- 1900
  - Campeón de Francia de medio fondo
  - 1.º en la París-Roubaix
  - 1.º en el Gran Premio de Amberes de medio fondo
  - 1.º en el Gran Premio de Marsella de medio fondo
- 1901
  - 1.º en la Rueda de Oro de medio fondo de Berlín
- 1902
  - Campeón de Francia de medio fondo
- 1906
  - 1.º en las 24 horas de París detrás moto